# Rye (Nova York)
Rye és una població dels Estats Units a l'estat de Nova York. Segons el cens del 2000 tenia 14.955 habitants.

## Demografia
Segons el cens del 2000, Rye tenia 14.955 habitants, 5.377 habitatges, i 4.027 famílies. La densitat de població era de 999 habitants per km².
Dels 5.377 habitatges en un 40,1% hi vivien nens de menys de 18 anys, en un 66,6% hi vivien parelles casades, en un 6% dones solteres, i en un 25,1% no eren unitats familiars. En el 21,4% dels habitatges hi vivien persones soles el 10,4% de les quals corresponia a persones de 65 anys o més que vivien soles. El nombre mitjà de persones vivint en cada habitatge era de 2,78 i el nombre mitjà de persones que vivien en cada família era de 3,26.
Per edats la població es repartia de la següent manera: un 29,8% tenia menys de 18 anys, un 3,8% entre 18 i 24, un 29,7% entre 25 i 44, un 23,3% de 45 a 60 i un 13,5% 65 anys o més.
L'edat mitjana era de 38 anys. Per cada 100 dones de 18 o més anys hi havia 87,6 homes.
La renda mitjana per habitatge era de 110.894 $ i la renda mitjana per família de 133.231 $. Els homes tenien una renda mitjana de 96.585 $ mentre que les dones 52.052 $. La renda per capita de la població era de 76.566 $. Entorn de l'1,6% de les famílies i el 2,5% de la població estaven per davall del llindar de pobresa.

## Poblacions més properes
El següent diagrama mostra les poblacions més properes.

## Fills il·lustres
- David Morris Lee (1931 -) físic, Premi Nobel de Física de l'any 1996.